# Il tè è sempre una soluzione
Il tè è sempre una soluzione (The Full Cupboard of Life) è un romanzo giallo di Alexander McCall Smith pubblicato nel 2003 ed ambientato in Botswana. Si tratta del quinto romanzo della serie No. 1 Ladies' Detective Agency con protagonista la signora Precious Ramotswe, una singolarissima detective nera e prosperosa, che indaga in un'Africa insolita e straordinariamente vera.

## Trama
Una ricca imprenditrice quarantenne affida a Precious la selezione del meno interessato al denaro tra quattro suoi pretendenti.
Il signor JLP Maketoni (eterno promesso sposo di Precious) è invece coinvolto in una spericolata raccolta fondi in favore dell'orfanotrofio di Gaborone.